# Amt Bischofsee
Das Amt Bischofsee war ein kleines königlich-preußisches Domänenamt in der Neumark, dessen Amtssitz in Bischofsee (heute Stare Biskupice, Słubice, Polen) lag. Es wurde 1734 durch den Ankauf von zwei Dörfern geschaffen, wurde 1806 an die Neumärkischen Stände verkauft und 1815/6 zurückgekauft, jedoch dann mit dem Amt Neuendorf/NM vereinigt. 1842/3 wurde das vereinigte Amt Neuendorf/Bischofsee zum Rentamt Frankfurt gelegt.

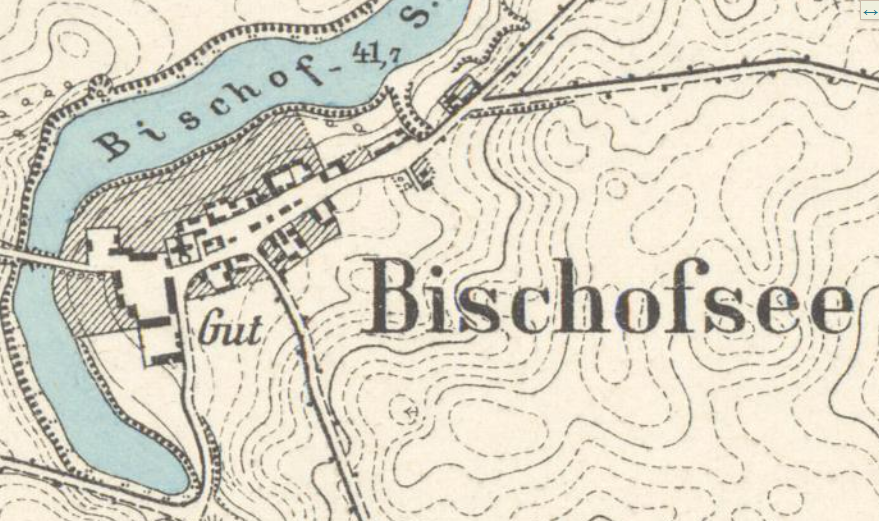
Bischofsee/Stare Biskupice auf dem Messtischblatt 1984 (alte Nr.) Drenzig von 1896

## Geschichte
Am 12. November 1734 kaufte König Friedrich Wilhelm I. von den Erben des 1730 verstorbenen Gottfried Albrecht von Bredow das Dorf Bischofsee (Nowe Biskupice) und die Hälfte des Dorfes Leissow (Lisów, beide Orte Gmina Słubice, Woiwodschaft Lebus, Polen). Seit 1517 war der Johanniterorden Oberlehensherr über Bischofsee und halb Leissow. Der Johanniterorden machte daher nach dem Verkauf sein Lehensrecht geltend, was vom Generaldirektorium auch anerkannt wurde. Die Ordensleitung erteilte durch Kapitelbeschluss von 1733 nachträglich ihre Zustimmung zu dem Verkauf. Sie bat den König, einen Lehenträger zu stellen und belehnte den damaligen Präsidenten der Neumärkischen Kammer mit Bischofsee und halb Leissow. Das Amt musste dem Ritterorden ein Ritterpferd stellen. Die Belehnungen fanden noch bis Anfang des 19. Jahrhunderts statt (Auflösung der Ballei Brandenburg 1811). Das Amt Bischofsee war schon früh mit dem Amt Neuendorf verbunden, in der zeitgenössischen Literatur wird es auch als Amt Bischofsee und Neuendorf bezeichnet. Bereits 1767 wurden beiden Ämter vom selben Pächter und Amtmann bewirtschaftet, der zudem in Neuendorf wohnte. 1809 erwähnt Bratring auch die Reetz-Mühle (später Rätschmühle genannt), eine Wassermühle als zum Amt gehörig.
1806 wurden 18 neumärkische Ämter wiederkäuflich an die Neumärkischen Stände verkauft, darunter auch die Ämter Bischofsee und Neuendorf. Sie waren in dieser Zeit einer eigens geschaffenen ständischen Domänenverwaltungskommission unterstellt. Nach dem Rückkauf der Ämter 1815/6 wurde das Amt Bischofsee mit dem Amt Neuendorf vereinigt. In den Handbücher über den königlich preussischen Hof und Staat erscheint nun das Amt Bischofsee für einige Jahre nicht mehr. Erst in der Ausgabe von 1832 taucht zumindest der Name als Domänenpachtamt Neuendorf und Bischofsee wieder auf. Der damalige Pächter, ein Oberamtmann Salbach wohnte in Neuendorf. 1842 wurde das Amt Neuendorf und Bischofsee aufgelöst, die Vorwerke in Erbpacht verkauft. Die Pächte wurden nun vom Rentamt Frankfurt an der Oder eingezogen.

## Amtleute und Pächter
Die Amtleute oder Pächter in der Anfangszeit des Amtes konnten bisher nicht ermittelt werden.
- 1767 Jeremias Schrey, Amtsrat und Generalpächter, wohnt in Neuendorf[3]
- 1770 Ernst Wilhelm Crisenius, Amtmann und Generalpächter, wohnt in Neuendorf[4]
- 1775 Harthe, Amtmann und Generalpächter der Ämter Bischofsee und Neuendorf[5]
- 1800 Harte, Amtsrat[6]
- 1804 Harte, Amtsrat[7]
- 1818 nicht gelistet (Amt Neuendorf: Harte, Amtsrat)[8]
- 1821 nicht gelistet (Amt Neuendorf: Harte, Amtsrat und Salbach, Mitbeamter)[9]
- 1824 nicht gelistet (Amt Neuendorf: Salbach, Oberamtmann)[10]
- 1832 Salbach zu Neuendorf, Oberamtmann (Domänenpachtamt Neuendorf und Bischofsee)[11]
- 1836 Salbach, Oberamtmann (Domänenpachtamt Neuendorf und Bischofsee)[12]
- 1841 Salbach, Oberamtmann[13]
- 1843 Frau Oberamtmännin Salbach, geb. Maaß zu Neuendorf, Pächterin der Domänenvorwerke Neuendorf und Drenzig, Herr Schmidt zu Bischofsee, Pächter der Domänenvorwerke Bischofsee und Zohlow.[14]
- 1844 Schönfeldt zu Neuendorf, Pächter der Domänenvorwerke Neuendorf und Drenzig, Schlundt zu Bischofsee, Pächter der Domänenvorwerke Bischofsee und Zohlow[15]
- 1868 Schlundt, Pächter[16]
- 1875 Wiecke, Domänenpächter[17]
- 1879 Wieke[18]

## Belege